# Басенков (хутор)
Басенков — хутор в Прохоровском районе Белгородской области. Входит в состав Призначенского сельского поселения.

## История
Хутор был создан во времена НЭПа после  столыпинской реформы, как  государственный сортоучасток для сортоиспытаний. Относится к войсковому массиву заселения. В 1934 году создание этого сортоучастка было призвано выбирать лучшие сорта, превышающие по всем показателям, выведенные селекционными станциями НИИ сельского хозяйства Юго-Востока Саратовской области для внедрения их в массовое сельское хозяйство. В основном испытаниям подвергали зерновые культуры, картофель, кукурузу, горох, гречку, овес, сахарную свеклу, просо. После Великой Отечественной войны на хуторе был открыт магазин. С 1960 года началось строительство фермы, также организовали тракторный парк, МТС. На хуторе работала свиноферма. В 1966 году открыли медпункт. 
Хутор Басенков входил в колхоз «Заря коммунизма». 

## География
Находится в северной части Белгородской области, в лесостепной зоне, в пределах юго-западного склона Среднерусской возвышенности, при автодороге 14Н-553, на расстоянии примерно 4 километров (по прямой) к северо-востоку от Прохоровки, административного центра района. Абсолютная высота — 244 метра над уровнем моря.

### Климат
Климат характеризуется как умеренно континентальный, с относительно мягкой зимой и тёплым продолжительным летом. Среднегодовая температура воздуха — 5,4 °C. Средняя температура воздуха самого холодного месяца (января) — −9,2 °C; самого тёплого месяца (июля) — 16,4 — 24,3 °C. Безморозный период длится в среднем 155—160 дней. Годовое количество атмосферных осадков — 527—595 мм, из которых большая часть выпадает в тёплый период.

### Часовой пояс
Хутор Басенков как и вся Белгородская область, находится в часовой зоне МСК (московское время). Смещение применяемого времени относительно UTC составляет +3:00.

## Население
| 2002 | 2010 |
| ---- | ---- |
| 100  | ↘81  |

### Половой состав
По данным Всероссийской переписи населения 2010 года в гендерной структуре населения мужчины составляли 38,3 %, женщины — соответственно 61,7 %.

### Национальный состав
Согласно результатам переписи 2002 года, в национальной структуре населения русские составляли 91 %.